# Undead Knights
Undead Knights (アンデッドナイツ) là một game thuộc thể loại hành động phiêu lưu lấy bối cảnh thời Trung Cổ do hãng Team Tachyon phát triển và phát hành cho hệ máy PlayStation Portable vào năm 2009. Game để người chơi hóa thân thành một chúa tể tạo dựng cả một đạo quân zombie xông pha tên đạn tiêu diệt quân thù. Tổng cộng có ba nhân vật chính trong game, tất cả đều bị sát hại dã man theo lệnh của nhà vua và mong muốn trả thù ông ta. Ngày 1 tháng 10 năm 2009, bản dùng thử Undead Knights đã bị thay thế bằng bản đầy đủ trên PlayStation Store do nhầm lẫn của nhà sản xuất, qua đó người dùng có cơ hội tải về bản đầy đủ hoàn toàn miễn phí. Nội dung của người kể chuyện trong game khá là phong phú vì liên quan tới sự sáng tạo ra đạo Do Thái và Kitô giáo được kể trong Thánh Kinh, nền văn học Rabbi, thứ kinh và ngụy kinh. Trò chơi còn sử dụng các họa tiết như thiên thần gãy cánh, cây biết điều thiện điều ác và bí mật trường sinh bất tử.

## Cốt truyện
Kể từ khi lấy vị hoàng hậu đầy quyến rũ và độc đoán Fatima (Wendy Braun), tính tình của đức vua đáng kính Kirk Gradisc (Steve Blum lồng tiếng) thay đổi đột ngột. Do đó, hiệp sĩ Romulus Blood (Keith Ferguson) cảnh báo nhà vua tìm hiểu rõ hơn về thân thế bí ẩn của hoàng hậu. Tuy nhiên, lời cảnh báo này không làm kinh động đức vua mảy may hơn thế còn ra lệnh xử tử toàn bộ gia tộc Romulus bao gồm hiệp sĩ và hai người em của mình là Remus (Andrew Kashino) và vợ của Remus và là công chúa xứ Cavalier mang tên Sylvia (Megan Hollingshead). Trong lúc nguy cấp, ba anh em nhà Blood quyết định thỏa hiệp với một sinh vật bí ẩn gọi là The Beast (Steve Blum) để giúp họ có thể hồi sinh và có được năng lực đặc biệt - biến những người đã khuất thành thây ma (zombie) phục vụ cho mình. Bộ ba hy vọng có thể rửa được mối hận đồng thời lật tẩy bộ mặt thật của hoàng hậu Fatima.
Cả nhóm trước tiên đi tới chỗ Công tước Gloucester, một vị anh hùng trong cuộc chiến năm xưa giờ đã trở thành một tên tham quan ô lại và diệt trừ hắn. Gollaster trong nỗ lực tuyệt vọng đã phái một con quỷ ra giết họ nhưng hắn ta mau chóng bị các hiệp sĩ giết chết. Bộ ba sớm nhận ra hậu quả của khế ước với Beast là họ bắt đầu hóa thành loài quỷ nhiều hơn trên bước đường trả thù. Xuyên suốt câu chuyện, từng người một trong ba hiệp sĩ đi tìm một vài cá nhân chịu trách nhiệm cho cái chết của họ và sớm khám phá ra một loại trái được gọi là quả cây Thánh (Fruit of the Holy Tree), một loại trái ma quỷ có thể làm cho ai ăn vào biến thành quỷ dữ. Đại úy Gerrard, lãnh đạo nhóm ba hiệp sĩ từng khen ngợi Fatima như một vị thánh, sử dụng quả cây Thánh khi phát hiện ra con gái mình đã bị giết chết trong lúc giao đấu với nhóm hiệp sĩ thây ma (Undead Knights) và hóa thành một con quỷ khổng lồ gọi là Nephilim. Trước giây phút lâm chung, Gerard mới tiết lộ rằng Fatima còn kiểm soát một phần đám hầu cận thây ma dưới trướng được một thời gian dài kể từ lúc bỏ rơi vùng đất Cavalier cho mục tiêu ích kỷ của riêng mình. Sau đó, nhóm hiệp sĩ thây ma đụng độ đám lính biến đổi gen khác nhau gọi là Ouroboros được tạo bởi tên phù thủy điên rồ và ích kỷ Lord Follis (Liam O'Brien), hắn cố gắng thuyết phục các hiệp sĩ theo về phe mình nhưng không thành. Hai bên xông vào đánh được một hồi thì Follis vội sử dụng quả cây Thánh để biến thành một con quỷ tên là Venom Angel hòng lấn áp đối phương và bị các hiệp sĩ giết chết không thương tiếc.
Sau trận chiến, người em trai của Fatima là Jester (Thomas Brownhead) mới tiết lộ rằng hóa ra Romulus chính là một trong những người đã vô tình chịu trách nhiệm cho cái chết của Sylvia và Remus. Trong cuộc tấn công vào Gia tộc Blood, Romulus là một trong những hiệp sĩ tham gia vào cuộc tấn công và truy lùng hai người kia giữa cảnh hỗn loạn. Khi đám hiệp sĩ của Kirk bắt được họ, Romulus bỗng dưng hóa điên trút cơn thịnh nộ vào đám đông bằng một cuộc thảm sát đẫm máu tất cả những ai bắt gặp trên đường, nhưng lại vô tình giết oan Sylvia và Remus. Nhận được sự tha thứ của Sylvia và Remus, ba hiệp sĩ cuối cùng mới đi đến đối đầu với The Jester, kẻ đã tiết lộ bản thân mình thực ra chỉ là một vật thí nghiệm bí mật của Fatima. Một trận kịch chiến bắt đầu và nhóm hiệp sĩ giết được Jester. Họ nhanh chóng tìm thấy bộ ba hiệp sĩ mà họ đã giết trước đó cũng được hồi sinh thành thây ma, đánh bại họ giữa cuộc hành trình và cuối cùng chém chết Kirk Gradis, giờ đây đã mất hết mọi thứ và bàng hoàng trước quyền năng không thể kiểm soát nổi mà Fatima đã giao cho hắn, đồng thời cảm thấy hối hận vì phản bội nhà Blood.
Kết cuộc, sự thật về quyền năng trỗi dậy của Fatima và sức mạnh bóng tối mà bà ban cho lũ thuộc hạ cuối cùng cũng được tiết lộ: Bản thân Fatima từng là người đã lập khế ước với The Beast trong một thế giới ma quỷ được gọi là The Void (sau cùng mới học được cách kiểm soát sức mạnh của dòng máu này đến độ giữ nguyên vẹn cả trí tuệ lẫn hình hài con người hiện tại của mình) và năng lực ma quái mà The Beast ban cho họ không thực sự kỳ diệu như Lord Follis nói, thực chất nó là một loại bệnh dịch được tạo ra từ dòng máu của Beast. Fatima cũng tiết lộ rằng chính bà đã tạo ra cây Thánh (Holy Tree) từ dòng máu của Beast để giúp con người thoát khỏi nỗi sợ hãi về cái chết và tạo ra thế giới lý tưởng cho riêng mình, nơi con người bất tử và sẽ không còn phải chịu gánh nặng sinh tử của đời sống nữa. Khi nhóm hiệp sĩ phản đối mục tiêu tạo ra một thế giới đầy rẫy loài quỷ dữ thây ma, Fatima tự hợp nhất thân mình với cái cây và trở thành một con quỷ tên gọi Yggdrasil, mà nhóm hiệp sĩ phải vất vả lắm mới tiêu diệt nổi.
Trong giây phút thoi thóp, Fatima trao lại một hòn đá được kết tinh từ huyết quỷ để bảo vệ nhóm hiệp sĩ thoát khỏi ảnh hưởng của The Beast, sợ rằng họ sẽ bị săn đuổi về những gì họ đã làm vì lòng căm thù. Cả ba hiệp sĩ sớm nhận thấy The Beast đã lợi dụng họ như những tên sát thủ ngay từ đầu trong khi chính hắn lại nói với họ rằng họ sẽ được xóa bỏ tội lỗi sau khi làm xong mọi chuyện. Chính vì vậy nhóm hiệp sĩ mới quyết định phá hủy viên tinh thể mà Fatima đã đưa cho họ trong một hành động nhằm thách thức lại mong muốn giữ họ làm nô lệ của The Beast. Điên tiết trước lời lẽ quở trách của họ, The Beast cảnh báo nhóm hiệp sĩ rằng họ sẽ chết một lần nữa và bị đày xuống địa ngục và Beast nói rằng hắn ta sẽ "giữ một vị trí tuyệt đẹp và ấm áp dành cho (họ)." Về cuối game, cả ba người đều thừa nhận rằng họ sẽ phải chịu đựng các hình phạt vì tội trả thù như những "hiệp sĩ thây ma".

## Lối chơi
Thuộc thể loại hành động phong cách chặt-chém (hack and slash), Undead Knights có nét khác biệt là việc người chơi sẽ nhận thêm sự hỗ trợ từ các zombie. Tuy nhiên, các zombie sẽ không thể triệu hồi từ dưới lòng đất bằng bùa chú hay bất kỳ ma thuật nào khác mà là thi triển năng lực đặc biệt lên các tên lính của vua Kirk Gradisc. Các zombie sẽ hỗ trợ trận đánh bằng cách tự động tấn công những tên lính khác. Nhưng người chơi nên tập hợp chúng, điều chỉnh hướng di chuyển đồng thời xác định mục tiêu tấn công nhằm tăng hiệu quả hơn kiểu hoạt động riêng lẻ. Cũng bằng cách này người chơi có thể xô đổ được những bờ tường lớn chắn ngang lối đi, hoặc lập thành những cây cầu zombie để vượt qua những vực sâu nguy hiểm. Ngoài ra, người chơi có thể dùng zombie để tấn công từ xa (chụp và chọi về đối phương). Việc hạ gục đối phương trên đường đi sẽ giúp các nhân vật tích lũy được điểm Dark Energy. Điểm này sẽ được dùng để nâng cấp sát thương, sức khỏe hoặc cho phép các nhân vật hưởng những lợi thế nhất định trước khi bước vào màn chơi như giảm sát thương mà đối phương gây ra, thanh Wrath Gauge sẽ giúp người chơi thực hiện những chiêu thức đặc biệt sẽ được làm đầy nhanh hơn.

## Đón nhận
Game được đón nhận khác nhau: giới phê bình đã bày tỏ ý kiến cực đoan liên quan đến các yếu tố gây tranh cãi nhất của trò chơi. Một số thì tỏ ra coi thường mâu thuẫn với sự đứng đắn của thể loại này và lên án sự pha tạp của soundtrack kiểu black metal/underground death và thứ ngôn ngữ thô tục một cách hiển nhiên không thực sự phù hợp với đám tùy tùng thời Trung Cổ/đậm chất kỳ ảo tăm tối. Số khác lần lượt ca ngợi trò chơi và câu chuyện trong game vì những tiềm năng gợi lên những trải nghiệm đầy hứng khởi.
Với ý tưởng khá tốt là thế, nhưng việc thiết kế màn chơi, nhiệm vụ trong Undead Knights lại được thể hiện quá đơn điệu, lặp đi lặp lại quá nhiều. Chỉ cần lướt qua khoảng 3-4 màn chơi, game thủ sẽ cảm thấy nhàm chán do không tìm thấy điểm gì mới. Bên cạnh đó, để thể hiện được những trận đánh lớn với hàng chục nhân vật xuất hiện trên màn hình chơi, mô hình và độ chi tiết của các nhân vật, cảnh nền trong UK buộc phải hy sinh khá nhiều. Kết quả là hình ảnh của game chỉ dừng ở mức trung bình so với mặt bằng chung các game trên PSP hiện nay. Hiệu ứng âm thanh và nhạc nền được thực hiện theo kiểu "cưỡi ngựa xem hoa" nên không tạo được những dấu ấn đặc biệt. Những điểm trừ đáng tiếc này đã vô tình khiến Undead Knights chỉ là một tựa game trung bình không hơn không kém.